# Trzcinica Wołowska

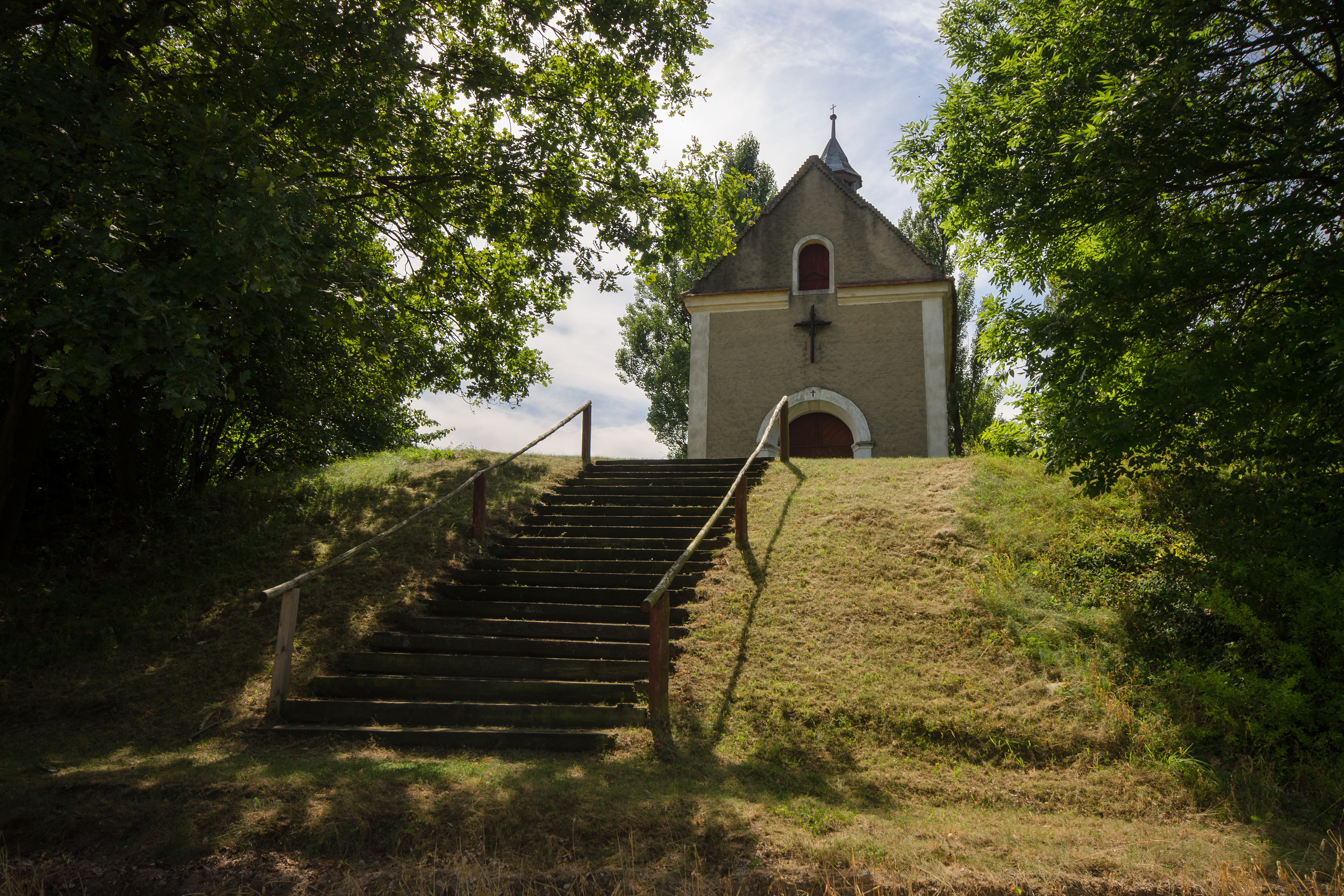
Kaplica Matki Boskiej Bolesnej w Trzcinicy

Trzcinica Wołowska (przed 1945 r. niem. Klein Strenz) – wieś w Polsce położona w województwie dolnośląskim, w powiecie wołowskim, w gminie Wińsko.
W latach 1975–1998 miejscowość administracyjnie należała do województwa wrocławskiego.

## Nazwa
W księdze łacińskiej Liber fundationis episcopatus Vratislaviensis (pol. Księga uposażeń biskupstwa wrocławskiego) spisanej za czasów biskupa Henryka z Wierzbna w latach 1295–1305 miejscowość wymieniona jest w zlatynizownej formie Strenecz.

## Zabytki
Obiektem zabytkowym jest barokowa kaplica pomocnicza pw. Matki Boskiej Bolesnej, wybudowana w 1701 r. jako kaplica pw. Św. Krzyża przez karmelitów z pobliskiego klasztoru w Głębowicach. Wieńczy ciąg 7 kapliczek przydrożnych pomiędzy  Głębowicami a Trzcinicą obrazujących 7 Boleści Matki Bożej.